# Paul-Ehrlich-Institut

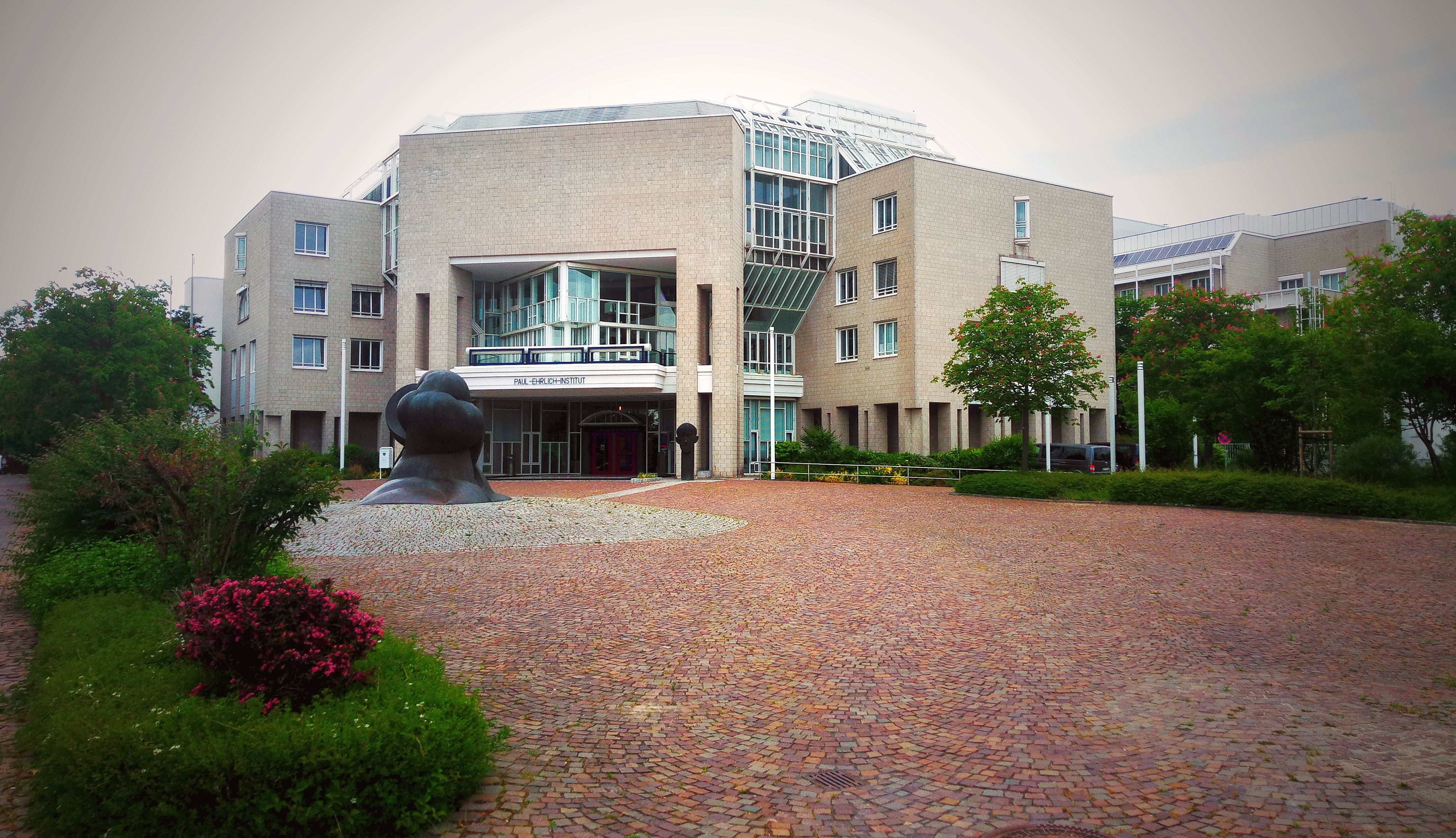
Eingang des Instituts im Jahr 2022

Das Paul-Ehrlich-Institut (PEI) in Langen ist das deutsche Bundesinstitut für Impfstoffe und biomedizinische Arzneimittel. Der neue Behördenname löste am 23. Juli 2009 die alte Bezeichnung Bundesamt für Sera und Impfstoffe ab. Es ist eine Bundesoberbehörde im Geschäftsbereich des Bundesministeriums für Gesundheit. Benannt wurde es nach seinem ersten Direktor, dem deutschen Mediziner und Nobelpreisträger Paul Ehrlich. Am 1. November 1972 wurde es mit dem Gesetz zur Errichtung eines Bundesamtes für Sera und Impfstoffe zu einer selbständigen Bundesoberbehörde.

## Aufgaben
Das Paul-Ehrlich-Institut ist zuständig für die Zulassung und staatliche Chargenfreigabe von Geräten der Medizintechnik, Impfstoffen und biomedizinischen Arzneimitteln und trägt wesentlich zur Sicherheit dieser Arzneimittel bei. Das Institut befasst sich mit der Genehmigung klinischer Studien der von ihm betreuten Arzneimittel. Zu den Aufgaben gehört ferner die Pandemievorsorge und Pandemiebekämpfung mit Impfstoffen und anderen Arzneimitteln (Art. 1 Abs. 2 Nr. 8 des Gesetzes über das Bundesinstitut für Impfstoffe und biomedizinische Arzneimittel).
Zu den Arzneimitteln, die vom Paul-Ehrlich-Institut bewertet werden, gehören
- Impfstoffe und Sera für Mensch und Tier,
- Allergenpräparate,
- monoklonale Antikörper,
- Arzneimittel aus Blut und gentechnisch hergestellte Blutbestandteile
- Arzneimittel für neuartige Therapien (somatische Zelltherapeutika, Gentherapeutika, Tissue Engineering Produkte) und
- Gewebezubereitungen.[5]

Eine wichtige Aufgabe des Paul-Ehrlich-Instituts ist neben der Zulassung auch die wissenschaftliche Beratung. Außerdem gehört die Forschung zu den zentralen Aufgaben des Instituts.
Die Weltgesundheitsorganisation hat das Institut im Juli 2005 zum WHO-Kooperationszentrum für die Qualitätssicherung von Blutprodukten und In-vitro-Diagnostika ernannt. Im August 2013 wurde das Paul-Ehrlich-Institut WHO-Kooperationszentrum für die Standardisierung und Bewertung von Impfstoffen.
Aufgrund der Erfahrungen während der COVID-19-Pandemie wurde am PEI im Jahr 2021 das Zentrum für Pandemie-Impfstoffe und -Therapeutika (ZEPAI) errichtet. Dieses soll zu einer koordinierten Vorsorge und Bekämpfung zukünftiger Pandemien in Deutschland und weltweit beitragen.

### Impfsurveillance und Pharmakovigilanz von Impfstoffen
Das PEI ist für die Impfsurveillance zuständig und veröffentlicht regelmäßig Sicherheitsberichte, in denen es sich zur Impfstoffsicherheit (Pharmakovigilanz) und möglichen Risikosignalen äußert. Hierzu ist seit einer Änderung des Infektionsschutzgesetzes (IfSG) im November 2020 gemäß § 13 Absatz 5 IfSG ein Datenabgleich zwischen den Kassenärztlichen Vereinigungen (KVen) und dem PEI vorgesehen, um mögliche Risikosignale von Impfstoffen, insbesondere den neuartigen COVID-19-Impfstoffen, zu erkennen. In einer Antwort der Bundesregierung vom 4. Juni 2024 auf eine schriftliche Frage wird ausgeführt, dass "die neuen Datenflüsse mit ersten KVen getestet" werden und "die Auswertung der entsprechenden Datensätze [...] derzeit in Vorbereitung" sind.

## Geschichte
Das Paul-Ehrlich-Institut ging hervor aus dem Staatsinstitut für experimentelle Therapie (gegründet 1896), dessen Aufgabe es war, Impfstoffe und Sera zu überprüfen und Forschungen zu Krebserkrankungen und Syphilis durchzuführen. Am 1. Juni 2021 feierte das Institut sein 125-jähriges Bestehen.

## Direktoren und Präsidenten
- 1896–1915: Paul Ehrlich (1854–1915), Staatsinstitut für experimentelle Therapie
- 1917–1935: Wilhelm Kolle (1868–1935), Staatsinstitut für experimentelle Therapie
- 1938–1948: Richard Otto (1872–1952)
- 1949–1962: Richard Prigge (1896–1967)
- 1962–1966: Günther Heymann (1917–2014)
- 1966–1969: Niels Kaj Jerne (1911–1994)
- 1969–1973: Günther Heymann (1917–2014)
- 1974–1986: Hans Dieter Brede (1921–1998)
- 1986–2000: Reinhard Kurth (1942–2014)
- 2001–2009: Johannes Löwer (* 1944)
- 2009–2023: Klaus Cichutek (* 1956)
- seit 2024: Stefan Vieths, kommissarisch bis Ende 2024, zum 1. Januar 2025 offiziell ernannt.[16][17]

## Sonstiges
- Das Institut verleiht die Paul Ehrlich Medaille und den Langener Wissenschaftspreis[18] an verdiente Wissenschaftler.
- Das PEI ist Mitglied der Arbeitsgemeinschaft der Ressortforschungseinrichtungen.[19]
- Verlautbarungen des PEI erscheinen unter anderem im Bundesgesundheitsblatt[20], verlegt bei Springer Nature.
- Zusammen mit dem Bundesinstitut für Arzneimittel und Medizinprodukte (BfArM) veröffentlicht das PEI viermal jährlich das Bulletin zur Arzneimittelsicherheit[21], in dem aktuelle Aspekte der Risikobewertung von Arzneimitteln behandelt werden.[22]
- Innerhalb des Instituts befinden sich Laboratorien der biologischen Schutzstufe BSL-3.[23]
- Das PEI betreibt das Deutsche Hämophilieregister (DHR).[24]
- Mitglied der International Coalition of Medicines Regulatory Authorities (ICMRA).[25]
- Das PEI gibt regelmäßig einen PEI-Newsletter heraus, der abonniert werden kann.[26]

## Träger der Paul-Ehrlich-Silbermedaille
- Dietrich Falke (verliehen am 21. April 1995)